# Caprice des Dieux
Pour les articles homonymes, voir Caprice des Dieux (homonymie).
Caprice des dieux est une marque commerciale de fromage à pâte molle à croûte fleurie, fabriqué à partir d'un lait enrichi en crème. C'est une propriété de la société Savencia.

## Histoire
La marque et le fromage ont été créés en Haute-Marne en 1956 par Jean Noël Bongrain (mort en juin 2019) dans la laiterie familiale de la commune d'Illoud.

## Fabrication
Le fromage de cette marque est fabriqué dans une usine appartenant au groupe Savencia Fromage & Dairy. Les producteurs laitiers  sont situées au cœur de trois régions de production laitière, en Haute-Marne, dans le Mâconnais et en Anjou. Le lait cru réfrigéré est acheté et collecté tous les deux jours auprès d'agriculteurs situés à moins de 70 km des laiteries.

## Composition
Il est constitué de lait de vache standardisé et pasteurisé, crème, sel, ferments lactiques[réf. à confirmer]. Son taux de matière grasse est de 60 % sur l'extrait sec, ce qui est équivalent au St Môret ou aux spécialités fromagères nord-américaines dites fromages à la crème (Philadelphia …) et peut être comparé aux 45 % d'un camembert de Normandie.

## Médias
Dès sa création, Bongrain utilise la presse et l’affichage pour faire connaître cette marque. Puis, en 1963, cette société créée une boutique « Le Club des Amis du Caprice des dieux ». En 1968 est diffusée une première publicité de la marque à la télévision. Dans les années 1980, la société Bongrain initie une saga publicitaire ayant le slogan « Caprice à deux, Caprice des dieux » (le parachute, le téléphérique, le grand concours d’autruche…). Les clips vidéo de cette saga, réalisés par Patrice Leconte, rentrent dans la culture populaire. En 2017, la marque lance une campagne publicitaire participative sur internet.

## Notoriété
Selon un sondage TNS Sofres de 2012, 91 % des Français connaissent la marque Caprice des dieux, elle est présente dans 30 % des foyers, et est vendue dans 120 pays[réf. souhaitée]. 
Le bâtiment Paul-Henri Spaak du Parlement européen à Bruxelles est parfois surnommé le « Caprice des Dieux » en raison de sa forme qui ressemble à la boite du fromage.
Cette marque appartient à la société française Savencia Fromage & Dairy.